# 111933 Alphonsetardif
111933 Alphonsetardif è un asteroide della fascia principale. Scoperto nel 2002, presenta un'orbita caratterizzata da un semiasse maggiore pari a 3,0533268 au e da un'eccentricità di 0,2189858, inclinata di 13,75465° rispetto all'eclittica.